# Beatriz Milhazes
Beatriz Milhazes (née en 1960 à Rio de Janeiro) est une artiste brésilienne. Elle est connue pour son travail pictural juxtaposant l'imagerie culturelle brésilienne et les références à la peinture moderniste occidentale.

## Biographie
Diplômée en Communication Sociale. Elle rejoint l'Escola de Artes Visuais do Parque Lage en 1980, où elle étudie jusqu'en 1983. En tant que professeur de peinture et coordinatrice de projets pédagogiques, elle enseigne jusqu'en 1996.
Milhazes était considéré comme l'un des artistes brésiliens les plus importants. Il consolide sa carrière dans le circuit national et international des arts plastiques avec la participation aux Biennales de Venise (2003), de São Paulo (1998 et 2004) et de Shanghai (2006).
Expositions avec un aperçu actuel de son travail dans des musées et institutions prestigieux, comme la Pinacothèque de l'État de São Paulo (2008) ; Fondation Cartier, Paris (2009) ; Fondation Beyeler, Bâle (2011) ; Fondation Calouste Gulbenkian, Lisbonne (2012) ; au Musée d'art latino-américain (Malba), Buenos Aires (2012) ; Paço Imperial, Rio de Janeiro (2013), Pérez Art Museum, Miami, États-Unis (2014/2015), White Cube Gallery, Londres (2018), MASP – Museu de Arte de São Paulo (2020) et Pace Gallery, New York (2013). 2022).
Elle est représentée par les galeries d’art Fortes D’Aloia e Gabriel (FDAG), Max Hetzler Gallery, White Cube Gallery et Pace Gallery.
Ses œuvres font partie des collections du Museum of Art de New York ; MoMA – Musée d'Art Moderne, New York ; Musée Solomon R. Guggenheim, New York ; SFMoMA – Musée d'art moderne de San Francisco, San Francisco ; MNBA – Musée National des Beaux-Arts, Rio de Janeiro ; Pinacothèque de l'État de São Paulo, São Paulo ; Institut Culturel Itaú, São Paulo ; Fondation Edson Queiroz, Fortaleza ; Musée d'art contemporain, Musée d'art de Tokyo, Tokyo ; Musée d'art contemporain du 21e siècle, Kanazawa ; Musée National Centre d'Art Reina Sofia, Madrid ; Fondation Beyeler, Bâle ; Centre Georges Pompidou, Paris ; Tate Modern, Londres.
Sa peinture Meu Limão de 2000 est vendue, en 2012, pour 2,1 millions de dollars chez Sotheby's à New York, faisant de l'artiste, l'artiste brésilienne la plus chère aux enchères.

## Technique
Elle est connue pour ses œuvres et ses installations de grande échelle. Sur le plan technique, Beatriz Milhazes s'intéresse principalement au principe du collage et du transfert de peinture sur une toile à partir de feuilles de plastique ou de verres,.
De nombreuses autres influences de Beatriz Milhazes viennent de sa propre fascination pour les arts décoratifs, la mode et la géométrie. Son processus de création artistique est le résultat de ses recherches sur les procédés d’impression dans les années 1980.
Un processus lent mais régulier, le temps est la clé de tout pour Beatriz Milhazes. Beaucoup de ses œuvres commencent par la peinture de feuilles de plastique, qui sont collées sur une toile. Ces feuilles de plastique sont ensuite décollées de la toile comme un décalque laissant derrière elles de la peinture. Certaines de ces feuilles de plastique ont été réutilisées par l'artiste pendant dix ans. Si un motif ou un dessin en particulier est apprécié par l'artiste, il est conservé, repeint et ajouté à plusieurs compositions. Beatriz Milhazes décrit affectueusement ces morceaux de plastique en déclarant qu'ils sont marqués d'un souvenir, un souvenir qui peut causer des irrégularités. Elle joue également de divers niveaux de contraste. Selon ses propres déclarations, Beatriz Milhazes compare son processus à celui de la classe ouvrière en disant: « Je dis à mes amis que je suis comme un employé de banque... Je viens au studio cinq jours par semaine et fais mon travail. Je fais attention aux détails et j'essaie de ne pas faire d'erreur. »

## Influence
Tirant son influence des réactions optiques provoquées par des artistes comme Bridget Riley et Tarsila do Amaral, Beatriz Milhazes estime que l’art est un moyen essentiel pour permettre aux gens d’esthétiser et d’extérioriser leurs pensées et leurs sentiments. Elle puise également son inspiration auprès de nombreuses autres artistes féminines telles que Sonia Delaunay, Georgia O'Keeffe et Elizabeth Murray.

## Thèmes
Sur le plan thématique, le travail de Milhazes est décrit par les critiques comme « abstrait ». « J'ai longtemps hésité avec les techniques figuratives. Depuis quelques années, j'ai vraiment pris le chemin de l'abstraction », explique-t-elle. Pour autant, son travail est connu pour contenir de nombreuses références folkloriques brésiliennes. « On trouve chez elle toute l'image du Brésil, l'importance de la couleur, le baroque, le syncrétisme religieux », indique ainsi Grégoire Billault, expert de Sotheby’s New York. Le métissage culturel de son Brésil natal est une chose dont l'artiste est consciente et, dans une certaine mesure, c'est ce qu'elle communique dans ses peintures. Elle entretient également des liens avec le mouvement moderniste brésilien.

## Expositions
Beatriz Milhazes a présenté des expositions individuelles et collectives dans plusieurs musées, dont le Museum of Modern Art à New York et le musée d'Art moderne de la ville de Paris.
Du 4 au 21 juillet 2009, la Fondation Cartier pour l'art contemporain à Paris lui a consacré une grande exposition.
Inspirée de l'architecte paysagiste brésilien Roberto Burle Marx, l'artiste Beatriz Milhazes a créé Gamboa II, une installation suspendue au plafond du Jewish Museum de New York de mai 2016 à la mi-septembre 2016.
En 2024, Adriano Pedrosa lui consacre une importante part dans sa programmation  de la Biennale d'Art Contemporain de Venise Strangers Ewerywhere.